# Большой Ух
«Большой Ух» — советский рисованный мультипликационный фильм Юрия Бутырина. Выпущен в 1989 году Творческим объединением «Экран».

## Сюжет
Волчонок наблюдает за падающими звездами. Когда одна приземляется в его лесу, волчонок бежит посмотреть на неё, но вместо этого слышит голос пришельца, называющего себя Большое Ухо. Поначалу волчонок пугается, но Большое ухо оказывается маленьким желтым существом с большими ушами. Ух предлагает Волчонку слушать, что делается в небе. Инопланетянин любит слушать, что происходит в космосе, особенно музыку звёзд. Большой Ух слышит звуки в космосе, но ничего не может услышать на земле, в то время как Волчонок слышит всё в лесу, но ничего не может услышать в космосе. Он слушает ночной лес, чтобы в случае необходимости выручить из беды лесных обитателей. Это даётся Волчонку нелегко — он никак не может выспаться. Сначала Большой Ух ведёт себя высокомерно, но благодаря Волчонку находит новых друзей, наблюдает, как в лунном свете распускается водяная лилия (кувшинка белая), и учится быть полезным для других.

## Создатели
- Автор сценария: Михаил Шелехов
- Режиссёр: Юрий Бутырин
- Художники-постановщики: Юрий Исайкин, Татьяна Арешкова
- Оператор: Эрнст Гаман
- Композитор: Ираклий Габели
- Звукооператор: Нелли Кудрина
- Роли озвучивали:
  - Зоя Пыльнова — Волчонок
  - Александр Ильин — Ух
  - Александр Пожаров — Филин
- Художники-мультипликаторы: Владимир Спорыхин, Андрей Колков, Александр Елизаров, Михаил Зайцев, Светлана Сичкарь
- Художники: Ирина Черенкова, Игорь Медник, Галина Черникова, Людмила Строганова, Нина Иванчева, Жанна Корякина
- Монтажёр: Светлана Симухина
- Редактор: Алиса Феодориди
- Директор: Людмила Авдеева

## Версия на английском языке
9 августа 2018 года на YouTube-канале «Советское телевидение. ГОСТЕЛЕРАДИОФОНД России» была выложена версия мультфильма «Большой Ух» на английском языке.